# Ergavia torva
Ergavia torva là một loài bướm đêm trong họ Geometridae.